# Háromkaréjú vadszőlő
A háromkaréjú vadszőlő vagy japán vadszőlő (Parthenocissus tricuspidata) a szőlővirágúak (Vitales) rendjébe és a szőlőfélék (Vitaceae) családjába tartozó faj.

## Előfordulása
A háromkaréjú vadszőlő eredeti előfordulási területe Ázsia keleti részei; beleértve Szibéria legdélkeletibb részeit, Kína keleti felét, a Koreai-félszigetet, Japánt és Tajvant.
Az ember betelepítette a következő országokba és térségekbe: Albánia, Belgium, Burundi, Kanári-szigetek, Illinois, Kentucky, New Hampshire, Tennessee és az egykori jugoszláv államok.

## Képek

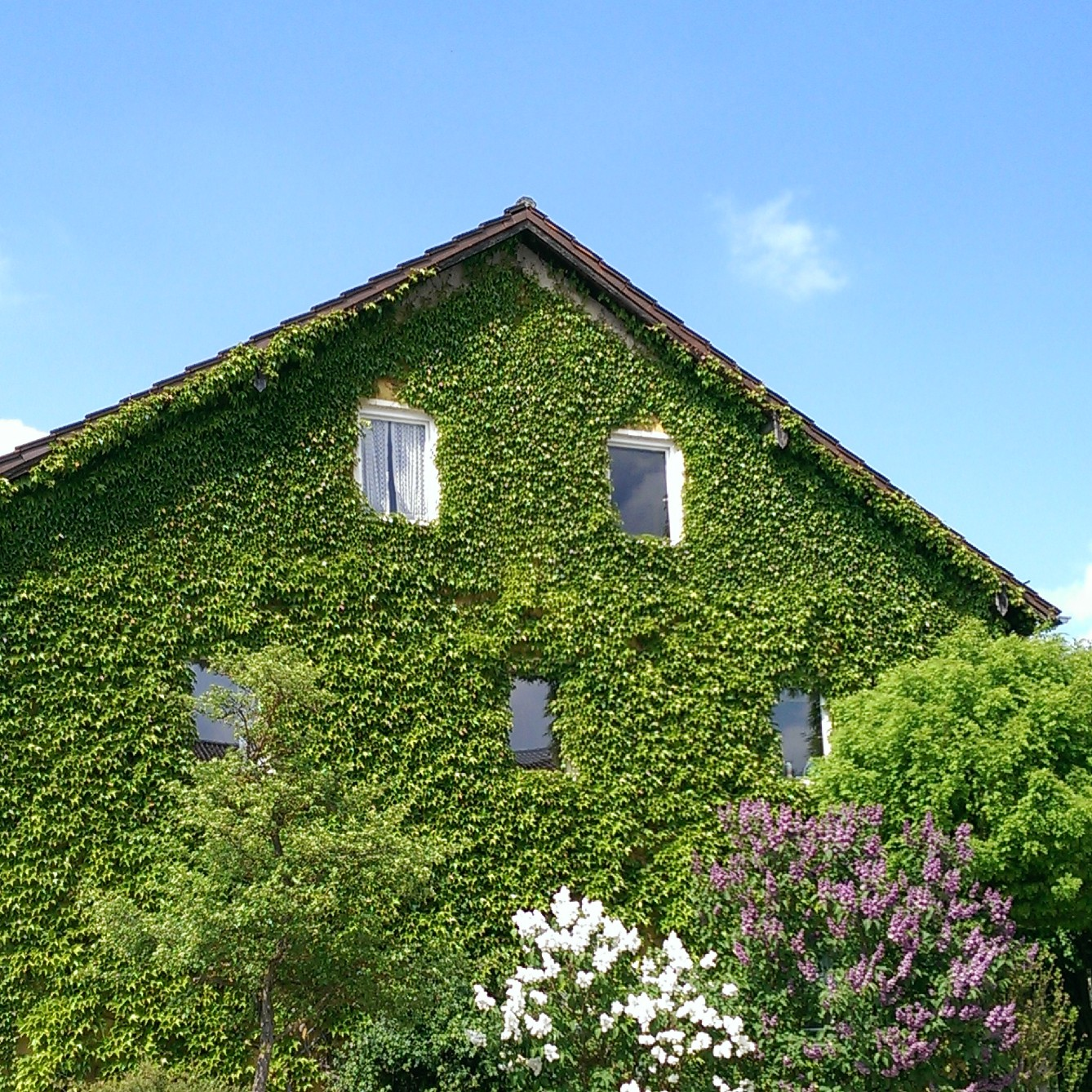
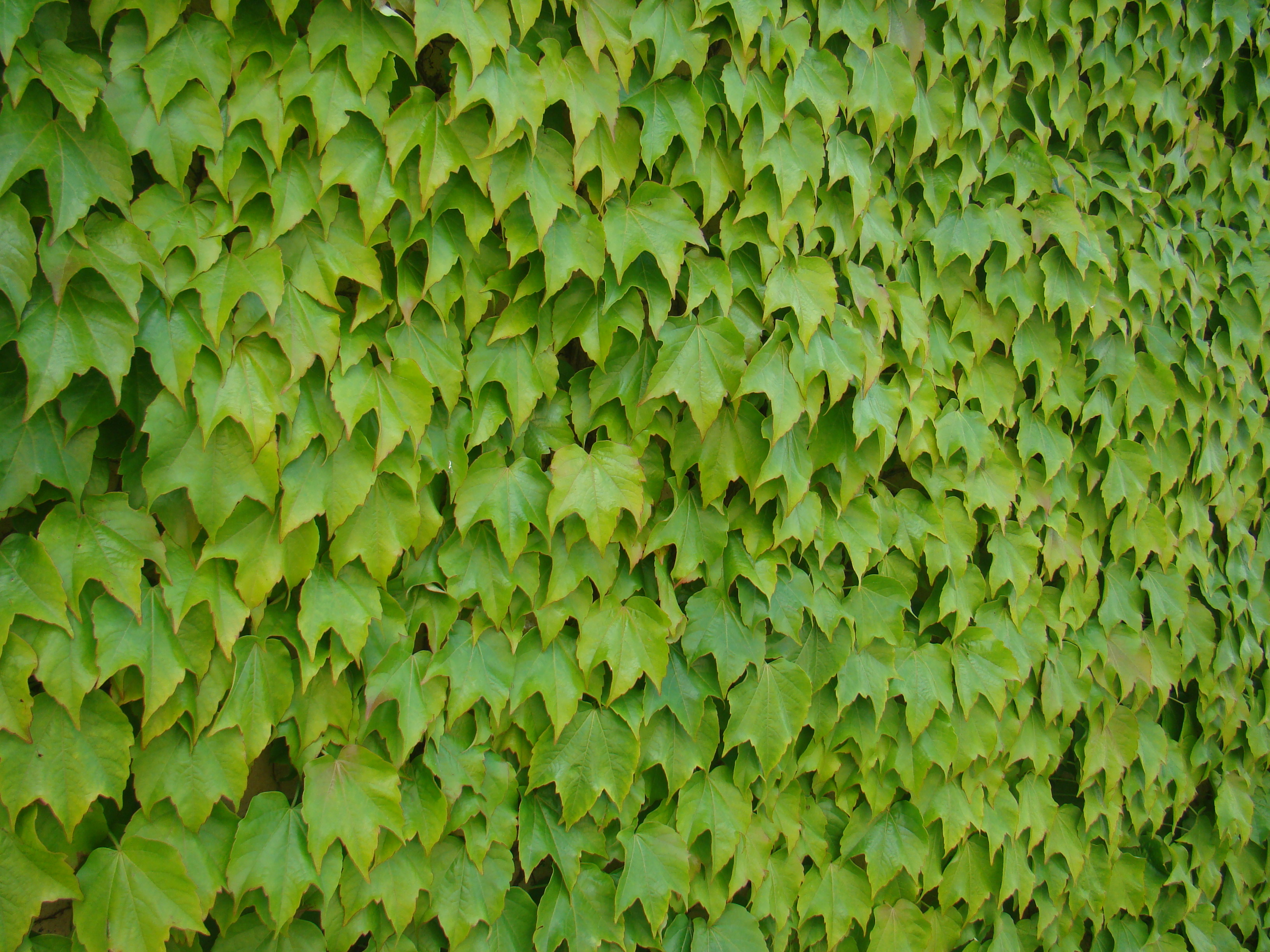
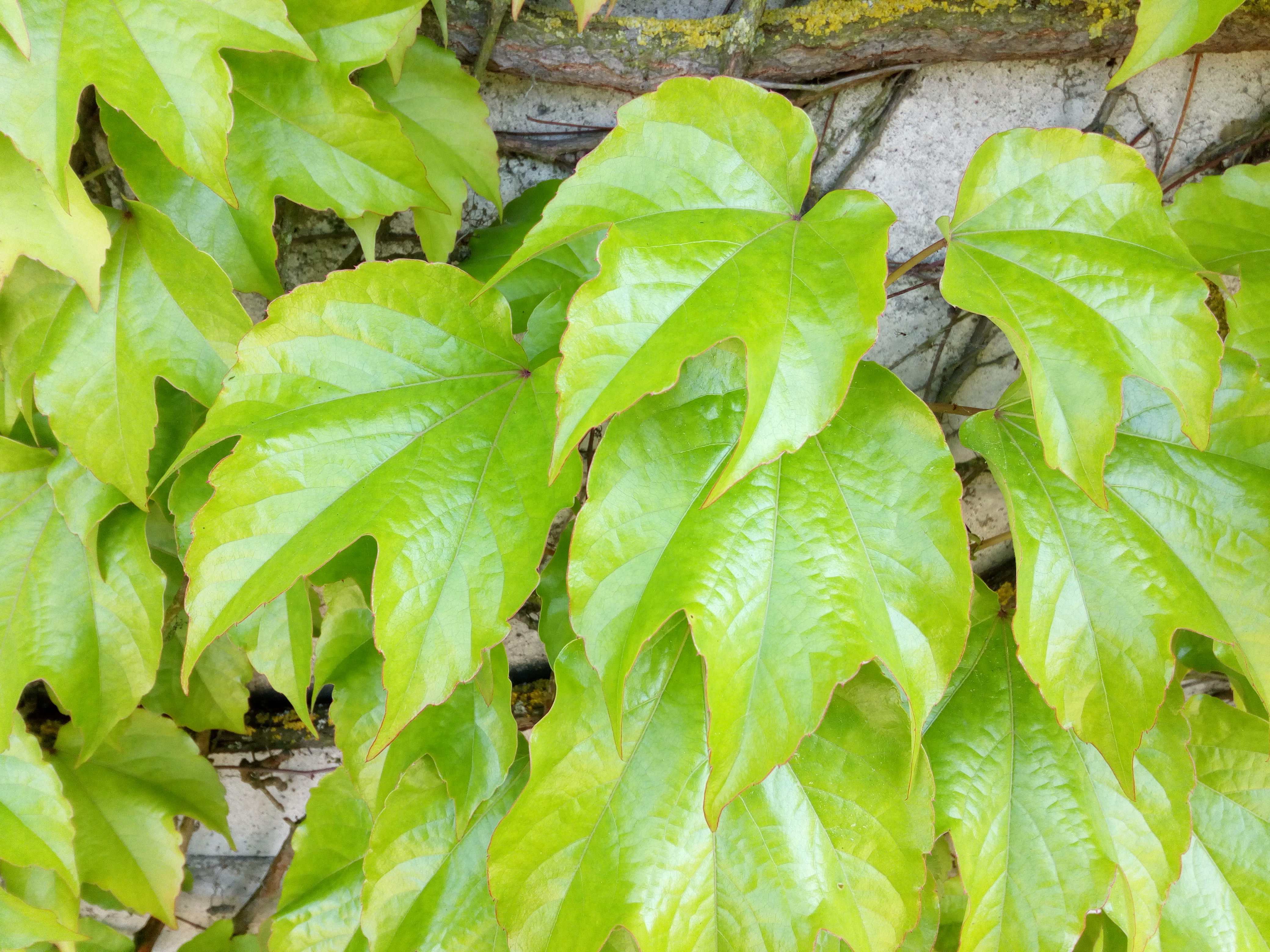
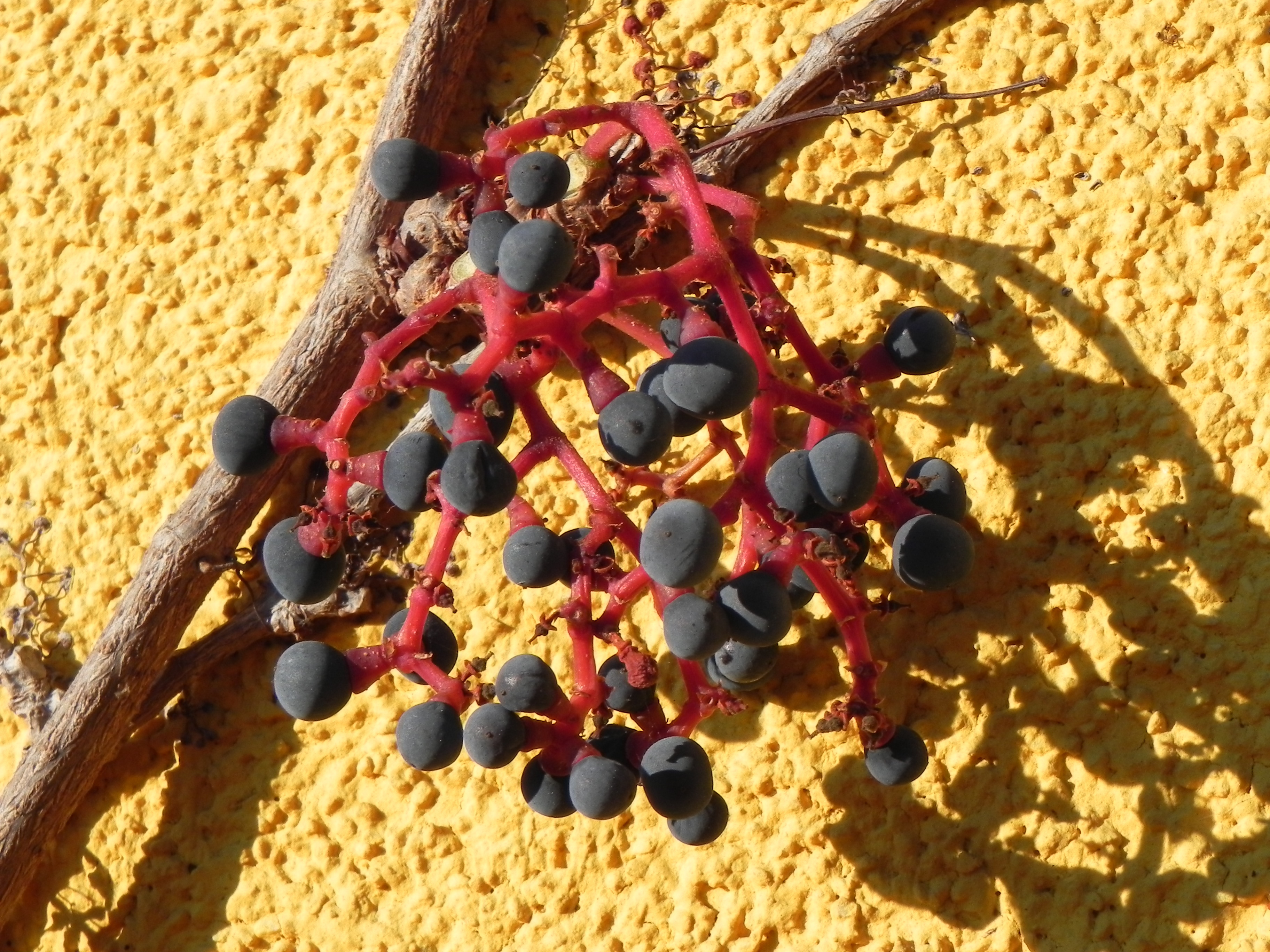
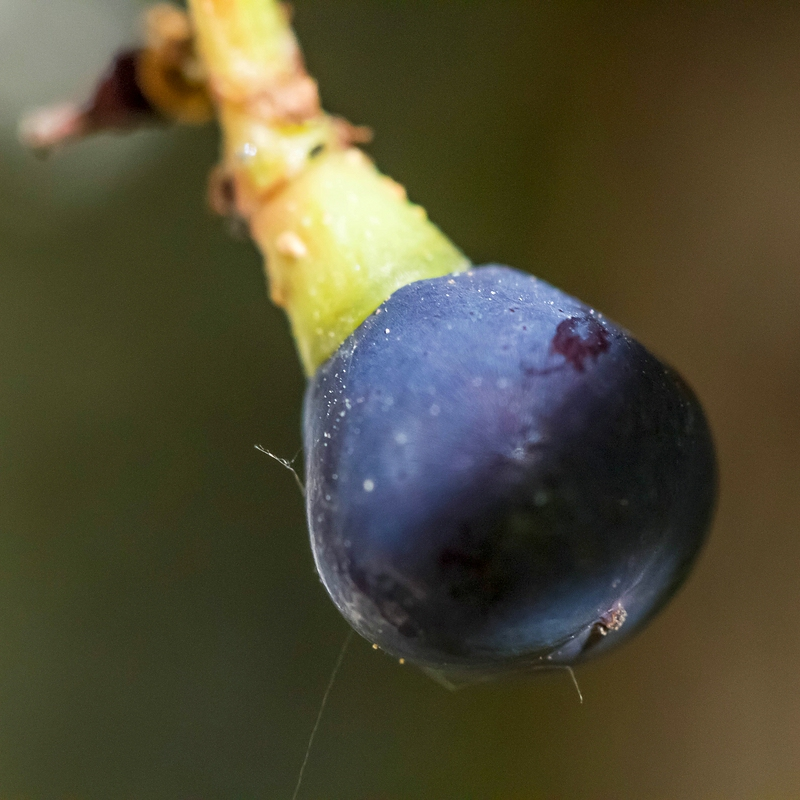

## Megjelenése
Lombhullató, elfásult indás növény, amely 30 méter hosszúra, vagy megfelelő élőhelyen, ennél hosszabbra is megnő. Amint neve is utal rá, a levelei háromkaréjúak. A levél kortól és élőhelyminőségtől függően 5-22 centiméter átmérőjű. Az alig látszó virágai zöldesek és fürtökben lógnak. Az 5-10 milliméter átmérőjű termése sötétkék színű.